# Cristóbal Gregorio VI. Portocarrero Osorio Villalpando y Guzmán
Cristóbal Gregorio VI. Portocarrero Osorio Villalpando y Guzmán (* 2. Juni 1693 in Montijo; † 15. Juni 1763 ebenda) war von 1731 bis 1736 Botschafter von Philipp V. von Spanien bei Georg II. von Großbritannien.

## Leben
Seine Eltern waren María Regalada de Villalpando, 4. Marquesa de Osera, die dritte Frau seines Vaters, dem 4. Conde de Montijo (27. Oktober bis 6. Dezember 1697).
Er heiratete in der Gemeinde San Martin in Madrid am 15. März 1717 María Dominga Francisca Zaviera Ignacia Josefa Teresa Luisa Fausta Antonia Fernández de Córdoba y Portocarrero (* 9. März 1693 in Madrid-1747), Hofdame von Elisabetta Farnese und Maria Barbara de Bragança, Tochter eines ehemaligen Kanonikers.
Er war von 1731 bis 1735 Botschafter von Philipp V. bei Georg II.
Als Patrick Laules (1676–1739) aus Kilkenny zum spanischen Botschafter in Holland ernannt wurde, zeigte sich der holländische Botschafter in London gegenüber Portocarrero überrascht und fragte, ob dieser ein Ire sei. Portocarrero hörte Geringschätzung heraus und antwortete, er wisse es nicht und berichtete über die guten Eigenschaften von Laules.
Der Minister für Finanzen, Krieg, Marine und amerikanische Kolonien, José Patiño ernannte Tomás Geraldino zum Vertreter der spanischen Krone in der South Sea Company.
Als José Patiño am 3. November 1736 starb, wurde sein Posten von marqués de Torrenueva übernommen und Tomás Geraldino übernahm den Botschafterposten in London und Pedro Tyrry wurde bei der South Sea Company oberster Sklavenhändler der spanischen Krone.
1741 war er mit José de Carvajal y Lancaster, Gesandter auf dem Immerwährender Reichstag in Frankfurt am Main. Da Karl VI. am 20. Oktober 1740 gestorben war, wurde auf dem Reichstag am 24. Januar 1742 in Frankfurt am Main Karl VII. zum römisch-deutschen König gewählt.

## Titel
Cristóbal Gregorio VI. Portocarrero Osorio Villalpando y Guzmán war:
- der 5. Conde de Montijo,
- der 4. Conde de Fuentidueña,
- der 10. Marqués de Villanueva del Fresno,
- Marqués de Valderrábano,
- der 9. Marqués de La Algaba,
- der 10. Marqués de Ardales,
- der 11. Conde de Teba (durch Heirat.)
- Marqués de Osera,
- Grande de España de 1. clase